# SoLiDe (België)
SoLiDe was een Vlaamse politieke partij. De naam betekent kortweg Sociaal-Liberale Democraten en voluit Sociaal Onafhankelijk Liberaal Integer Democratisch Evenwichtig. Het was een Vlaamse splinterpartij, opgericht in 1996. De partij nam sindsdien en tot 2007 deel aan de federale en provinciale verkiezingen.

## Ontstaan
De partij werd opgericht door teleurgestelde Volksunieleden als Vlaamse Sociaal-Liberalen (VSL) maar veranderde al snel de naam in Democraten 95, kortweg D95, een verwijzing naar de Nederlandse sociaal-liberale politieke partij D66. De naam D95 werd echter niet geaccepteerd door de kiesraad, daarom werd gekozen voor de naam SoLiDe, die samenvat tot welke stroming de partij zich rekent.
De oprichters Anouk Sinjan en Hendrik-Jan Ombelets waren afkomstig uit de Volksunie. In die partij waren ook sociaal-liberale stromingen aanwezig (Hugo Schiltz, Bert Anciaux die een paar jaar later ID21 en nog later spirit zou oprichten, Patrik Vankrunkelsven, Fons Borginon, Annemie Vandecasteele, Margriet Hermans, Paul Van Grembergen, Vic Anciaux en anderen), maar volgens Ombelets en de zijnen neigden die meer naar links-liberalisme en dus het socialisme. SoLiDe legt meer nadruk op de economie en dan met name op de middenstand en de kleine zelfstandige ondernemer.
Uit middenstandskringen haalt men de leden en de stemmers. Bernard Busschaert, een kaderlid, komt uit een middenstandsorganisatie.

## Verkiezingen
SoLiDe kwam op bij de volgende verkiezingen:
- Belgische verkiezingen 1995
- Belgische verkiezingen 1999
- Vlaamse verkiezingen 1999
- Europese Parlementsverkiezingen 1999
- Belgische verkiezingen 2003
- Vlaamse verkiezingen 2004
- Belgische federale verkiezingen 2007.[3]

Bij geen enkele verkiezing slaagde men erin om mandaten te verkrijgen.
Bij de gemeenteraadsverkiezingen in 2000 ondersteunde men de lokale Antwerpse lijst Antwerps Algemeen Belang Centraal van klokkenluider Willy Vermeulen.
In 2004 werd een kartel gesloten met Veilig Blauw en de Liberale Alliantie, scheurlijsten van de VLD. Beide partijen hadden moeite om voldoende kandidaten te leveren voor alle provincies, daarom mochten hun kandidaten op de SoLiDe-lijsten staan en werd de achterban opgeroepen om hun stem aan SoLiDe te geven.

## Voetnoten
1. ↑  Beursmakelaar kopman voor Solide
2. ↑  Verval van de Volksunie vooral aan Anciaux te wijten
3. ↑  Overzicht verkiezingen waaraan SoLiDe deelnam
4. ↑  SoLiDe ondersteunt de lijst AABC van Willy Vermeulen